# 訃報 1980年3月
訃報 1980年3月（ふほう 1980ねん3がつ）では、1980年（昭和55年）3月中に物故した、又は物故が報じられた人物についてまとめる。

## （1日 - 15日）

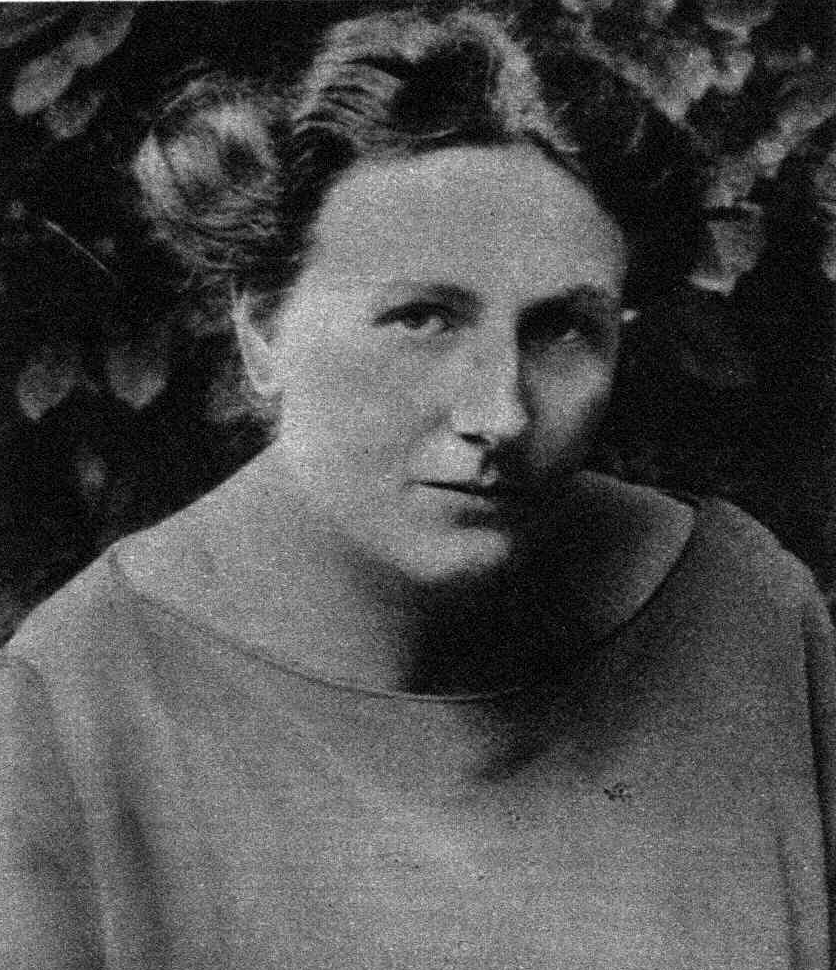
ヴィニフレート・ワーグナー／3月5日没

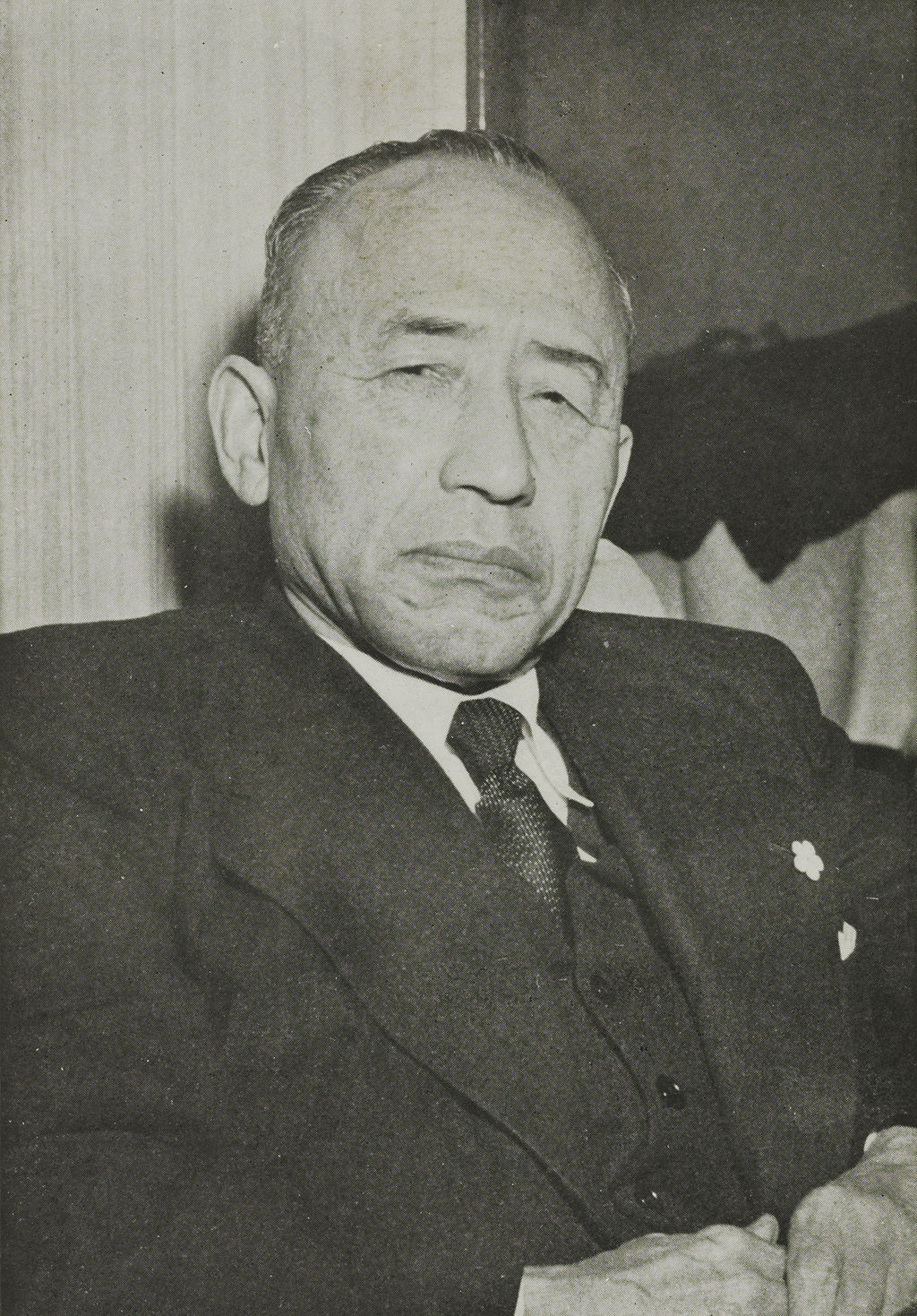
天野貞祐／3月6日没

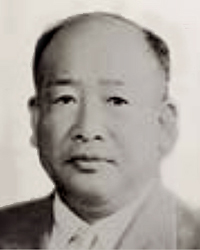
大屋晋三／3月9日没

伊藤雄之助（前列左）／3月11日没

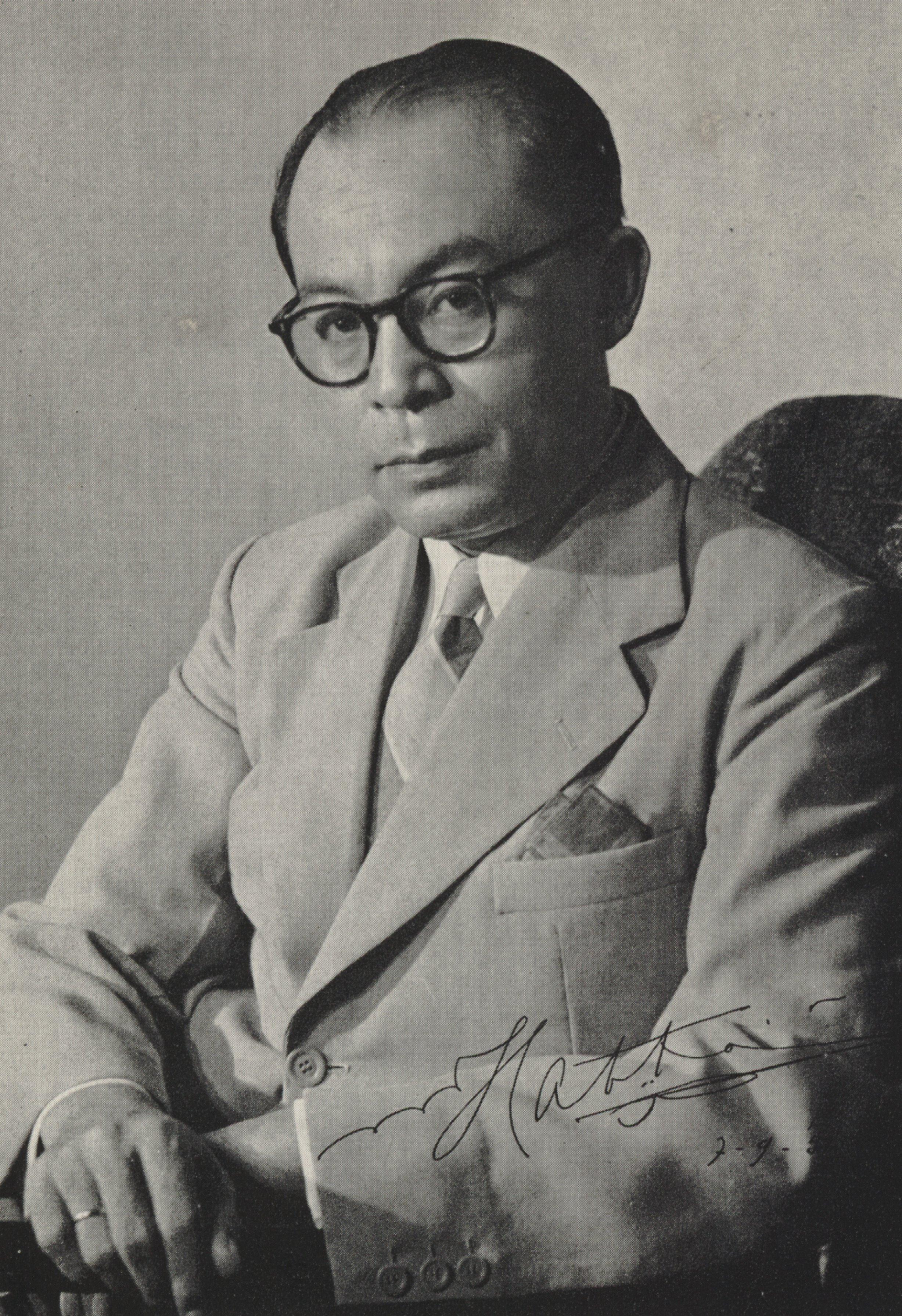
モハマッド・ハッタ／3月14日没

- 3月2日 - 安井郁、国際法学者（* 1907年）
- 3月5日 - ヴィニフレート・ワーグナー、バイロイト音楽祭主宰者（* 1897年）
- 3月6日 - 天野貞祐、元旧制一高校長・文部大臣・獨協大学創立者（* 1884年）
- 3月9日 - 出隆、哲学者（* 1892年）
- 3月9日 - 大屋晋三、帝人社長・元商工大臣・運輸大臣（* 1884年）
- 3月11日 - 伊藤雄之助、俳優（* 1919年）
- 3月13日 - 藪内芳彦、人文地理学者（* 1912年）
- 3月13日 - 梅根悟、教育学者（* 1903年）
- 3月14日 - モハマッド・ハッタ、インドネシア初代副大統領（* 1902年）

## （16日 - 31日）

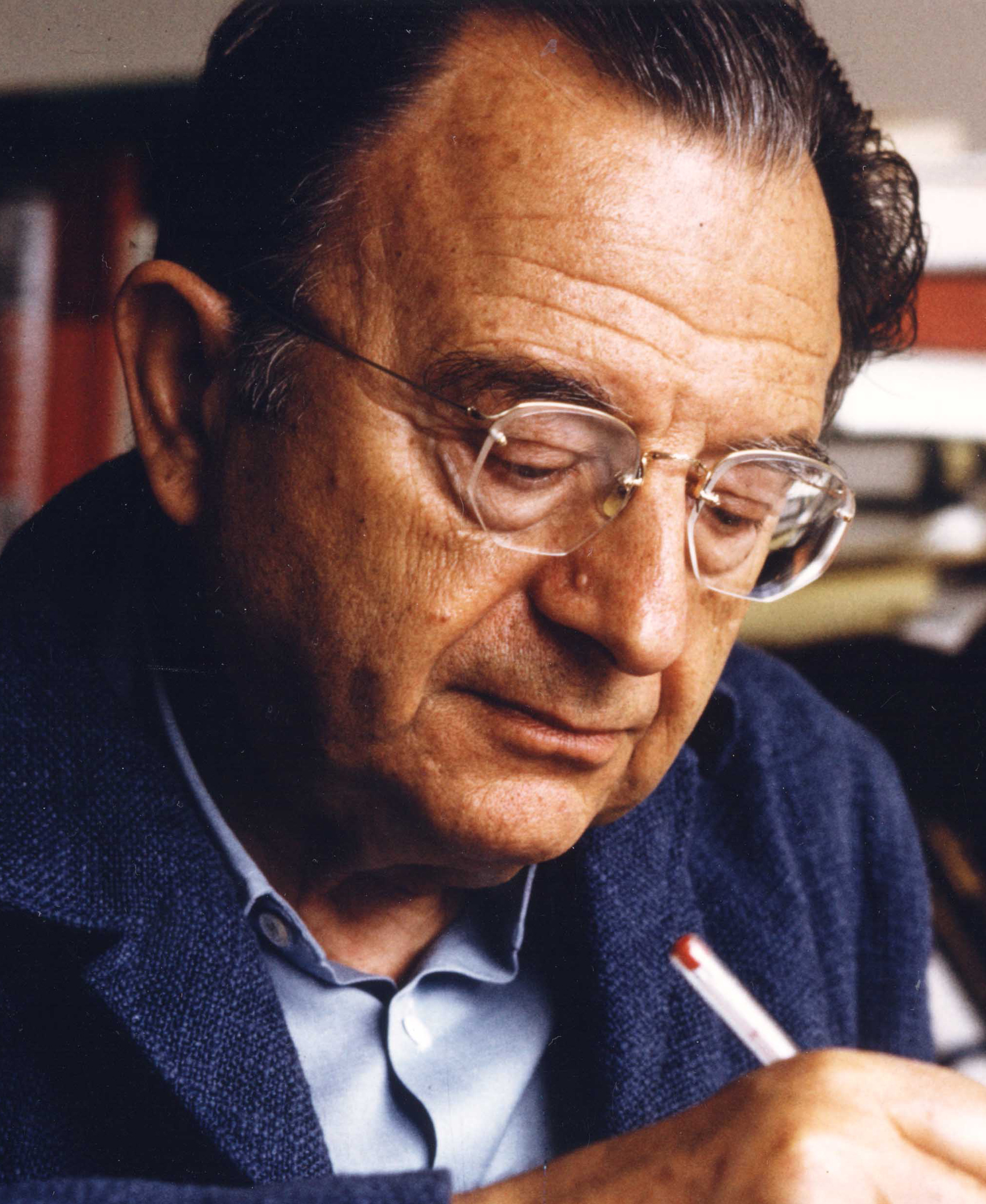
エーリヒ・フロム／3月18日没

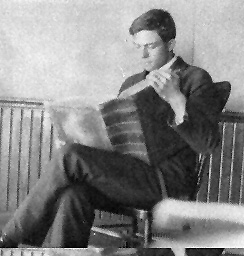
ミルトン・エリクソン／3月25日没

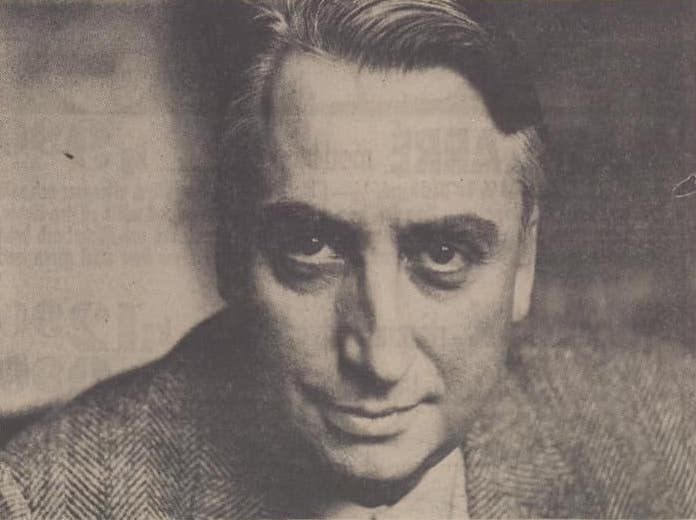
ロラン・バルト／3月26日没

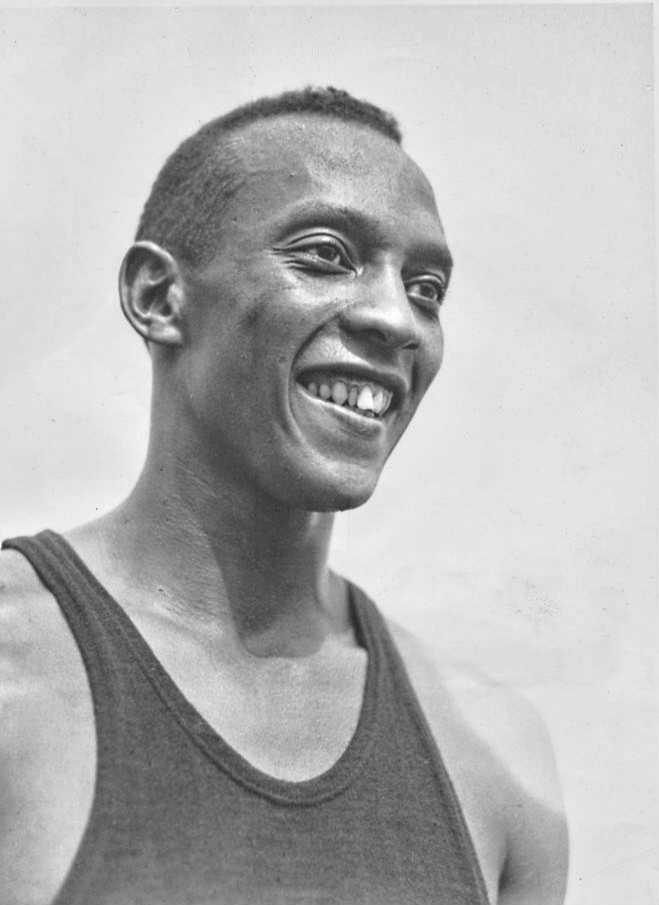
ジェシー・オーエンス／3月31日没

- 3月16日 - 宮崎康平、作家・古代史研究家（* 1917年）
- 3月18日 - タマラ・ド・レンピッカ、画家（* 1898年）
- 3月18日 - エーリヒ・フロム、精神分析学者・社会学者（* 1900年）
- 3月20日 - 渡辺万次郎、地球科学者（* 1891年）
- 3月20日 - 蠣崎要、産婦人科医（* 1929年）
- 3月22日 - 森龍吉、仏教史学者（* 1917年）
- 3月22日 - 佐伯達夫、日本高等学校野球連盟会長（* 1892年）
- 3月23日 - 森村勇、実業家（* 1897年）
- 3月23日 - 亀山龍樹、作家・翻訳家（* 1922年）
- 3月25日 - ミルトン・エリクソン、精神科医・心理学者（* 1901年）
- 3月25日 - 向江璋悦、検察官・弁護士・刑事法学者（* 1910年）
- 3月26日 - ロラン・バルト、思想家（* 1915年）
- 3月29日 - 米光光正、金工家・彫金家（* 1888年）
- 3月31日 - ジェシー・オーエンス、陸上競技選手（* 1913年）